# OpenNN
OpenNN, originàriament coneguda com a Flood, és una biblioteca informàtica escrita en C++ que implementa xarxes neuronals. La biblioteca és de codi obert, allotjada a SourceForge i ha estat distribuïda sota la llicència GNU LGPL. OpenNN implementa mètodes per a la mineria de dades com un conjunt de funcions que poden ser afegides a altres eines de programari que utilitzen una interfície de programació d'aplicacions (API), per a la interacció entre l'eina de programari i les tasques d'anàlisi predictiu. D'aquesta manera, la biblioteca no compta amb una interfície gràfica, però algunes de les funcions que desenvolupa poden donar suport a eines de visualització específiques.

## Història
El desenvolupament va començar al Centre Internacional de Mètodes Numèrics en Enginyeria (CIMNE) durant 2003, com a part del projecte de recerca de la Unió Europea RAMFLOOD. Després va continuar com a part de projectes similars. Actualment, OpenNN està sent desenvolupada per la companyia startup Artelnics.
En 2014, la pàgina Big Data Analytics Today va qualificar OpenNN com número 1 en la seva llista de projectes d'intel·ligència artificial inspirats en el funcionament del cervell.

Al mateix any, OpenNN també va ser seleccionat per la pàgina ToppersWorld entre les 5 millors aplicacions de mineria de dades.

## Aplicacions
OpenNN és un programari de propòsit general, que pot ser utilitzat per a tasques d'aprenentatge automàtic, mineria de dades i d'anàlisi predictiu en diferents àrees. Per exemple, la biblioteca ha estat utilitzada en el sector de l'enginyeria, de l'energia, o la indústria química.